# 花やか梅ちゃん
『花やか梅ちゃん』（はなやかうめちゃん）は、師走冬子による日本の4コマ漫画作品。双葉社の雑誌『まんがタウンオリジナル』で2003年7月号から2006年9月号（最終号）まで連載され、同誌廃刊後は『まんがタウン』に掲載誌を移し、2006年10月号から2008年8月号まで連載された。
タイトルを決めるために数日を要し、多数の候補で迷い疲れて「もう『花屋マンガ』でもいい」と作者があきらめかけた時、担当編集からの電話での提案で決まったという。
タイトルの「花やか」は、「華やか」と「花屋か？」をかけている。

## 作品概要
花屋「すずらん」の春巻 梅は、とても元気な看板娘。ある日、暑さで立ちくらみを起こして立ち寄ったダメサラリーマン・桐山 勇悟が気になるものの、互いの性格のせいでなかなか大きな進展はない。
おっとりした母・桜や、しっかりしすぎている妹・桃たちと、梅・勇悟のドタバタでラブコメな毎日を楽しくほのぼのと描く作品。

## 主な登場人物
春巻 梅（はるまき うめ）
「すずらん」の看板娘。元気が取り柄で、四六時中花のことを考えていられるくらい花が好きで、知識も豊富。1月1日生まれ。
美的センスがまったくないため、おまかせの花束を作らせると不気味なものが出来上がり、商品にならない。
編み物は形はよいがデザインセンスが悪い。料理も味はよいが見た目が悪く「ドリアン料理」と称されるが、一応春巻家では料理担当。
26歳だが、外見は高校生か中学生。母の桜と揃って10年前からまったく変わらない姿のため、この家は時を止めるのかと勇悟に疑われた。
力持ちで、堆肥の大袋4つを軽々と運べる。
匂いに敏感で、勇悟がギンモクセイの下を通ったり、うどんを食べたりしたことを言い当てた。
酔っ払うと、花の名前を次々と言い続ける。
髪はシャンプーではなく、ジャスミンの石けんで洗っている。
実母を早くに亡くし、実父が桜と再婚したので、桜や桃とは血がつながっていない。
父の形見のすずらんのコサージュを、会ったばかりの勇悟にあげたり、クリスマスには「金」の文字を編み込んだセーターを勇悟にプレゼントしたりした。
すずらんの開店以来、ずっと店の手伝いをしていたため、勇悟に誘われるまで映画館に行ったことがなかった。
時々、大きなクマのぬいぐるみを抱き枕代わりに抱いて寝る。
桐山 勇悟（きりやま ゆうご）
通称キリヤマン。顔はいいが、仕事も人生もまるでダメなクズ男。過去にはさんざんひどいことをしたらしい。
夏場の外回り中、立ちくらみを起こして「すずらん」に水を求めて立ち寄った際、梅にいきなり「キリヤマン」というあだ名をつけられた。
普通の会社で営業の仕事をしているが、営業成績も悪く、嫌な仕事から逃げ回ってばかりいるので「クズサラリーマン」呼ばわりされている。営業をサボってすずらんでバイトをするうちに、すっかり馴染んで花の名前や手入れにも詳しくなっていく。
21歳だが、梅よりも大人の顔をしている。桃には「老け顔」と言われた。
しばしば、借金取りに追いかけられている。
すずらんでのアルバイトの時給は30円。さらに桃に口答えをしたため20円にされたが、後に梅と桜の口添えがあり120円になった。その後の出戻り騒動のドサクサで200円に上がったが、いつの間にか100円に下がり、再び20円にされたこともある。
桃とは仲が悪く、桃を「チビ」（時には「ドチビ」や「クソチビ」）と呼んで楽しくケンカをしている。
虫に詳しい。
図らずも身に付けた花の知識や、顔のよさも相まってか、子供からは結構モテる。
1日遅れで梅の誕生日を知った時、自分の髪を留めていたリボンをプレゼントしたが、それはクリスマスケーキの箱のリボンであった。
リボンをプレゼントしてからは、髪は輪ゴムで留めていた時期があったが、現在は再びリボンで留めている。
梅の家族の事情を聞いてから、約1ヶ月はすずらんから離れていたが、時給アップの話をきっかけに再び姿を現した。
アルバイトを続けるうちに、梅と相思相愛になっていった。目つきも最初の頃に比べたらずっと穏やかになったらしい。
誕生日は5月1日で、誕生花はすずらん（なお、すずらんの花言葉は「幸福は帰ってくる」）。
春巻 桃（はるまき もも）
梅の異母妹。小学1年生。超の付く守銭奴（マネーの鬼）。
「すずらん」の経理を一手に引き受けるしっかり者だが、金銭感覚のない母や美的センスのない姉には苦労しており、あまりに天然ボケすぎる母と姉には、時折辛辣な言葉（ツッコミ）を投げつける。
花の知識は、あまりない。
梅のことは「梅」と名前で呼んでいるが、母親が違っていても、生まれた時から一緒だったので、普通に「お姉ちゃん」として慕っている。
勇悟を「クズ男」と呼ぶ。貧乏人は嫌いで、勇悟も敵視しているが心底嫌っているわけではなく、自分でも気づかないうちに想いを寄せていた。
金の話になると、なぜかメガネを着用する。
美容院に行くのはもったいないと思っていて、髪が伸びると、梅にフローリストナイフで切ってもらっている。
お年玉では、株を買う。新札の香りが好き。
ラベンダーのポプリを入れたクマのぬいぐるみを抱いて寝る。これは梅が父親から誕生日プレゼントにもらったもののお下がり。
春巻 桜（はるまき さくら）
梅の継母で、桃の実母。おっとりした未亡人。娘2人からは「桜ママ」と呼ばれている。
金銭感覚がまるでないが、未亡人パワー全開で、年齢は32歳だが10年前からまったく変わらない美貌と若さを保っているため客からは現金以外のものをよく貢がれている（売ったばかりの花を客からそのままプレゼントされ、それを店に戻すことで何度もリサイクル販売するなど）。
花の種類をまったく知らず、客の要望と全然違う花を売ることもあるが、客は喜んで持ち帰ってしまう。
常連客の名前も覚えていない。
料理は苦手だが、手作りゼリーのようなおやつ作りは上手い。
血の繋がらない梅のことも、桃と分け隔てなく心から大切に思っており、大事なときにはちゃんと「母親」としての面を見せる。
亡くなった夫・桐至と出会う前は勇悟以上に荒んだ生活と目をして「笑い方を忘れて」いたが、桐至と桃に触れて今の風貌と性格になり「今度は荒み方を忘れた」とのこと。今でもメガネを外すと目つきが悪くなるが、昔のような翳りはなくなった。
勇悟には自分と梅の関係をあっさりと明かす（話したのは梅）など、信頼を置いている様子（梅が柳に話そうとした際は止めていたので、誰にでも教えられるというわけではない）。稀に、勇悟に特別な感情を持っているような発言もしている。
柳（やなぎ）
「すずらん」のライバル店にあたる花屋「ネオマリカ」の店長。梅に想いを寄せているイケメンの金持ち。梅とはディープな花の知識で語り合える。また、花を見せ合って、喋らずにその花言葉だけで会話できるほど。
本名は「桐山 四郎（きりやま しろう）」で、勇悟の実の兄。弟と違い社会的にも人間的にもできた人物。
「柳」は母方の苗字で、仕事上の都合でそう名乗っているらしい。昔からは信じられないほどスマートでハンサムになったせいで、3年振りに会った勇悟も最初は兄と気づかなかった。
兄の光二には弱いらしいが、その光二からは「四郎はすぐ怒るからコワイ」と苦手に思われており、兄弟関係は複雑。
最初はクールで完璧な人物だったのだが、周囲をボケキャラで囲まれた結果、ノリツッコミや容赦のないツッコミを身に付けるなど、次第にキャラが壊れていった。
桐山 光二（きりやま こうじ）
勇悟、四郎の2番目の兄で小児科医。本来は四郎と同じく公私ともに優れた人物らしいが、医師としての職業意識が過剰で、街中でも子供を見ると病気の疑いはないかといきなり服の上をめくってしまう癖があり、世間から誤解されてそのうち警察沙汰にならないかと弟達は怖れている。
勇悟からは、兄弟の中で「ある意味最悪」と言われるが、四郎によれば「兄弟のコトを一番心配してくれている」らしい。
彼なりに、勇悟の兄としての考えがあって「すずらん」に乗り込んできたが、桜の魅力にはあっさりと参ってしまい、「兄」と「男」との感情の板挟みに苦しんでしまう。
柊部長（ひいらぎぶちょう）
勇悟の上司。社内では「鬼部長」と呼ばれている。
花が好きで、すずらんの常連客。部下の勇悟は、大恩ある親友（四郎）の弟に当たる。
柚子（ゆずこ）
梅の高校時代からの友達。
時々花を買いに来てくれるなど、店に掛かりきりだった梅にとっては今でも交流のある数少ない友達。よく財布を忘れてしまうので、学生時代から支払いはいつも現物支給。
松子（まつこ）
美人で花が好きな、スケバン風女子高生。特攻服を着ていることも多い。チーム名は「紅姫龍膽（ベニヒメリンドウ）」。
町の自治会長で、町内パトロールも行っている。
柿沼（かきぬま）
桃の同級生の少年。桃の憎まれ口に、売り言葉に買い言葉でついケンカになってしまう。桃が好きでつっかかってくるのかとも思われたが、結局桜の魅力に参ってしまい、そこは曖昧になった。
他にも、桜に夢中な常連の青年「柿沼さん」や、夫の浮気にキレ気味な「柿沼の奥さん」などがいるが、それぞれの関係性は不明。
借金取り（しゃっきんとり）
いつも勇悟を追い掛け回している2人組。
ヤミ金の人間かと思われていたが、実は勇悟の学生時代からの友達で、借金も学生時代に貸したもの。それっぽい見た目も、勇悟を探す時に「雰囲気が出るから」という理由から。
それでも、勇悟を冬の海に叩き込むなど、やることは段々エスカレートしていったらしい。
なんだかんだ言って、勇悟を捕まえるより探して追いかけること自体が「ゲームみたい」でつい白熱していった「アホ仲間」。
桐山 一行（きりやま ひとゆき）
桐山5兄弟の長男。会社の社長をしている。人の幸せを邪魔しようとする。
桐山 三成（きりやま みつなり）
桐山5兄弟の三男。元弁護士。現在は音信不通で、怪しい仕事に手を出しているらしい。
春巻 桐至（はるまき とうじ）
梅や桃の父。故人である。花屋「すずらん」を開店した。
バラ園で、空腹で倒れている桜と出会い、結婚した。
勇悟と雰囲気が似ていたらしい。
桃が生まれる前に亡くなった。

## 主な舞台
すずらん
花屋。桜と結婚した後、梅の父が開店した。
店名は「すずらんの花のように、家族が仲良く並んで幸せに暮らせるように」との願いが込められている。
春巻家と一体で、奥が梅たちの生活スペース。
リビングルームにも花があふれている。サイドボードの上にはすずらんの鉢植えがあり、その隣にはマトリョーシカ人形が置いてある。

## その他
コラボマンガ「花×たま」
2006年夏コミで発行された企画本「コミックジュニアハイ!」にて、作者の別作品『あいたま』とのコラボマンガが掲載された。
『あいたま』主人公のあいの以前の級友として、高校生バージョンの梅が出演するという内容で、『あいたま』単行本1巻に収録されている。
また、『花梅』3巻の描き下ろしで、梅の高校生時代を描いたシーンにも、あいが登場している。

## 書誌情報
単行本 - 双葉社より「アクションコミックス」として全3巻が刊行されている。第1巻は、この作者の双葉社からの初の単行本である。
1. 2005年7月12日発売 ISBN 4-575-93955-2
2. 2007年7月12日発売 ISBN 4-575-94107-7
3. 2008年10月11日発売 ISBN 978-4-575-94193-7